# Scheinigg Dornrevolver
Der Scheinigg Dornrevolver ist eine Entwicklung des Ottakringer Büchsenmachermeisters Josef Scheinigg (1816–1863). Am 18. April 1861 erhielt Josef Scheinigg ein Privilegium (Patent)  für seinen Revolver. 1862 bekam Josef Scheinigg vom k.u.k. Kriegsministerium die Genehmigung, seinen „Dorn–Revolver“ an die österreichischen k.u.k. Offiziere liefern zu dürfen.

## Beschreibung des Scheinigg´schen Dornrevolvers
Der Scheinigg Dornrevolver (auch „Scheinigg´s Dorn-Revolver“, Armee-Revolver M.1860) ist ein „Doppelfunktionsrevolver“ (Double Action) mit fünf Kammern, in denen jeweils ein Dorn angebracht ist. Der Dornrevolver basiert auf dem Beaumont–Adams Revolver und ist konstruktiv mit dem Dorngewehr verwandt. Die Dorne hatten die Aufgabe, dass sich das eingeführte Projektil in der jeweiligen Kammer verformt und sich erweitert.
Damit saß die Kugel fest in der Kammer und konnte sich nicht lockern. Die Dorne wurden jeweils mittig in den Kammerachsen der Pulverräume angeordnet. Durch den Dorn wird verhindert, dass sich das Geschoss sogar bei der heftigsten Erschütterung verschiebt oder gar heraus fällt; ein Fehler, wie er bei den früheren Revolvern verbreitet war. Ein weiterer Effekt war, dass bei der Verformung eine Abdichtung entstand und hygroskopische Effekte damit vermindert wurden, was das geladene Pulver länger brauchbar erhielt. Die Einrichtung hatte je nach Ladung den Vorteil, dass zwischen Kugel und Pulver ein definierter Raum in der Kammer entstand, wodurch die unverpresste Treibladung beim Abfeuern besser umgesetzt und regelmäßiger genutzt werden konnte. Die vom Dorngewehr bekannten Probleme beim Reinigen der Ladungskammer waren beim Revolver weniger gravierend.
Beim Ladevorgang wird das Pulvermaß mit Pulver gefüllt und in die Trommelkammer geschüttet, die Spitze des Dornes muss ein wenig über das Pulver herausstehen. Die Spitzkugel (Projektil) wird mit der flachen Seite in die Mündung der Trommelkammer geschoben und mit dem an der linken Seite beim Laufe angebrachten Ladehebel durch zwei oder drei starke Stöße in die Erweiterung der Trommelkammer hineingepresst. Auch die Verwendung „normaler“ runder Geschoss-Kugeln war durchaus gebräuchlich. Rundkugeln gehörten zur Mannschafts-Ausrüstung und waren daher leicht verfügbar. Ein weiterer Vorteil der runden Kugel ist es auch, dass es bei hastigen Ladevorgängen kein „seitenverkehrtes“ einführen des Projektils möglich ist. Wegen der Führung der Projektilform zwischen Trommelmündung und Lauf waren für Perkussionsrevolver die „Spitzkugeln“ (auch Kegelgeschosse) bevorzugt.
Der achtkantige Lauf und das Gehäuse sind aus einem Stück als geschlossener Rahmen gefertigt. Der Armee- und der Groß-Kaliber Revolver sind acht Zoll und der Klein-Kaliber Revolver sechs Zoll lang. Die zweiteiligen Griffschalen aus Nussholz sind mit einer feinen „Fischhaut“ verschnitten. Am Griff ist an der Unterseite ein Tragering befestigt.
Auf der linken Seite am Gehäuse unterhalb der Ladepresse tragen die Scheinigg Revolver den Stempel: „SCHEINIGG OTTOKRING Z WIEN“, sowie einem Doppeladler mit drei Kronen. „Ottokring“ ist eine ältere Bezeichnung vom Ortsnamen Ottakring. Es sind ebenfalls Revolver ohne Stempel, oder mit leicht unterschiedlichen Varianten dieses Stempels bekannt. Des Weiteren gibt es Exemplare mit dem Zusatz-Stempel „S.Mann“, der auf den Büchsenmachermeister Stefan Mann verweist. Stefan Mann wohnte in Ottakring und war technischer Leiter der Revolverfabrik in der „bürgerlichen Schießstätte“ nächst dem Westbahnhof. Später betrieb Stefan Mann die Revolverfabrik in der Stiftgasse Nr. 3, Wien-Neubau. Der Verkauf seiner angebotenen Waffen erfolgte über mehrere Geschäftslokale in der Wiener Innenstadt. Bekannt dazu sind die Kärntner Straße Nr. 45, oder die Operngasse am (Opernhaus).

## Varianten und Preise 1861
In der „Militär-Zeitung“ vom 3. Juli 1861 wurden folgende offerierte „Scheinigg Dorn–Revolver“ gelistet:
- Armee-Kaliber, 13,9 mm, Tragweite 300 Schritt, Double Action, Preis 60 fl (= Österreichische Gulden), Preis bei Abnahme größerer Stückzahlen 52 fl, Preis bei regimenterweisem Pränumerationskauf (= Vorauszahlung) in größerer Stückzahl 50 fl. Möglich war auch ein Ratenkauf zu je 2 fl auf 25 Monate.
- Groß-Kaliber, 11 mm, Tragweite 300 Schritt, Double Action, Preis 50 fl, Preis bei Abnahme größerer Stückzahlen 47 fl.
- Klein-Kaliber, 9 mm, Tragweite 150 Schritt, Double Action, Preis 40 fl, Preis bei Abnahme größerer Stückzahlen 38 fl
- Klein-Kaliber, 9 mm, Tragweite 150 Schritt, Single Action, Preis 35 fl, Preis bei Abnahme größerer Stückzahlen 32 fl

Neben den eher funktionell gestalteten fünfschüssigen „Scheinigg Revolvern“ ist auch ein sechsschüssiger Revolver bekannt. Dieser wurde mit kunstvollen und zum Teil vergoldeten Gravierungen sowie mit beschnitzten Horngriffschalen gefertigt. Eine Holzschatulle für die Aufbewahrung des Revolvers und zugehörige Accessoires komplettieren diese Prunkausgabe. Eine spätere Serie von Revolvern die nach Montenegro geliefert wurden, waren ebenfalls aufwändig verziert und hatten zum Teil weiße Griffschalen.

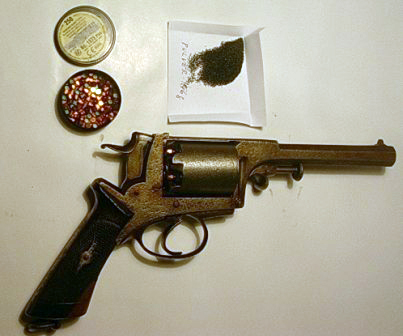
Scheinigg Revolver, Zündhütchen und Pulver
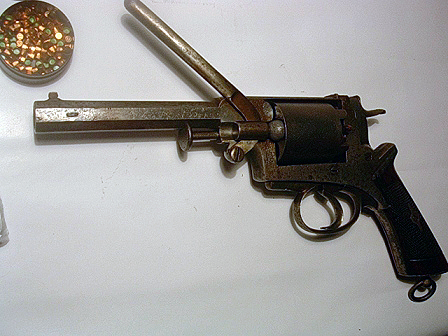
Scheinigg Revolver, Ladehebel und Kugel in Ladestellung
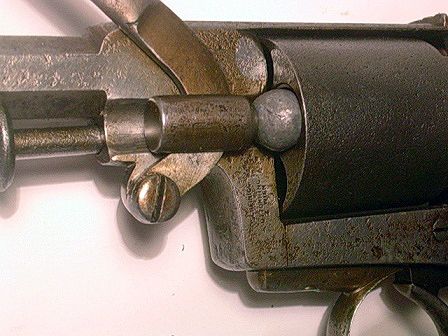
Scheinigg Revolver, die Kugel wird in die Trommel gepresst
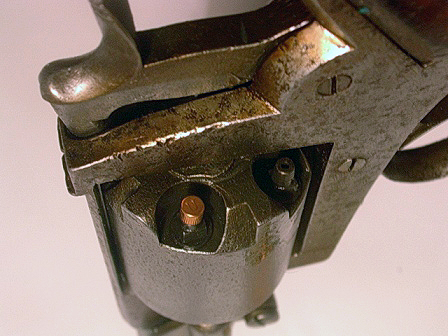
Scheinigg Revolver, ein Zündhütchen ist eingesetzt
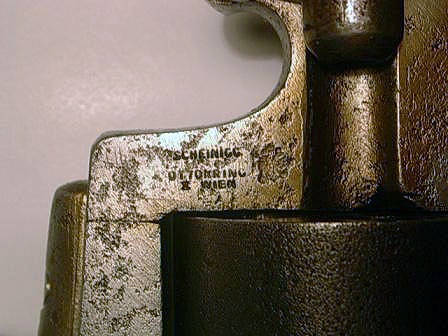
Scheinigg Revolver, Stempel der Firma Scheinigg auf dem Revolver

## Rezeption

### Bewertung 1861
Nach mehrmaligem Probeschießen im Juni und Juli 1861 auf der Schießstätte Fünfhaus „zur schönen Aussicht“ (heute ein Teil des 15. Wiener Gemeindebezirkes) waren die Teilnehmer von den Leistungen des „Scheinigg Dorn-Revolvers“ sehr angetan. Hervorgehoben wurden besonders die Vorzüge und Verbesserungen gegenüber anderen Revolvern.
Diese Verbesserungen wurden in der „Soldaten-Zeitung“ vom 3. Juli 1861 folgend zitiert: „Durch Anbringung eines Dornes in der Schussmündung des Zylinders und Erweiterung der Welle an der Stelle, wo die Kugel an den Dorn sich anspießt, hat der Privilegiumsbesitzer folgende beim Probeversuche konstatierte wesentliche Vorteile erzielt: Eine Tragweite im Kernschusse beim Armee- und Groß-Kaliber auf 300 Schritte, beim Klein-Kaliber auf 120 Schritte. Bei der Ladung des Armee-Kalibers kann das systemisierte Armee-Pulver und die gebräuchliche Kugel der Mannschaft verwendet werden.“ Eine weitere Verbesserung ist die Ladung des „Scheinigg´schen Revolver“, die auf ein Minimum beschränkt ist. Zwei Messerspitzen eines Schießpulvers und die in der Armee gängige Kugel erzielen eine überraschende Tragweite und ersparen die kostspieligen „Lefaucheux-Stiftfeuerrevolver–Patronen“.
Außerdem gab es wegen der geringen Pulverladung beim Schießen keinen Rückprall in der Hand. Ein weiterer großer Vorteil war, dass sich beim Abfeuern durch die Entzündung der Kapsel keine weiteren Kugeln gleichzeitig entladen konnten. Erwähnt wurde auch, dass der Preis des „Scheinigg Revolver“ im Vergleich zu anderen Revolver günstiger wäre. Die Zeitung „Der österreichische Soldatenfreund“ berichtete am 3. Juli 1861, dass zum Beispiel der französische „Lefaucheux-Stiftfeuerrevolver“ mit 100 Stück Patronen 80 fl kostete. Der teuerste Scheinigg Revolver kostete hingegen nur 60 fl.

### Bewertung im 21. Jahrhundert
Im 21. Jahrhundert sind die Scheinigg´schen Dornrevolver rar geworden. Exemplare sind selten in Auktionen nachzuweisen. Dornrevolver sind von keinem anderen Hersteller bekannt geworden. Belegexemplare sind nur für den Armee-Revolver M.1861 im Kaliber 13,9 mm bekannt. Ob von den Varianten im Kaliber 11 mm oder im Kaliber 9 mm noch verbliebene Exemplare erhalten sind, ist unsicher. Aus waffentechnischer Sicht wurde 2005 die Entwicklung im Fachjournal DWJ von Peter Dannecker als „Fehltritt“ rezipiert, der sich wie auch die zuvor bekannten Dorngewehre, nicht durchsetzen konnte.